# La Junta
La Junta – miasto w Stanach Zjednoczonych, w stanie Kolorado, siedziba administracyjna hrabstwa Otero.